# Turnpike Lane
Pour la station de métro, voir Turnpike Lane (métro de Londres).
Turnpike Lane est une zone administrative du grand Londres

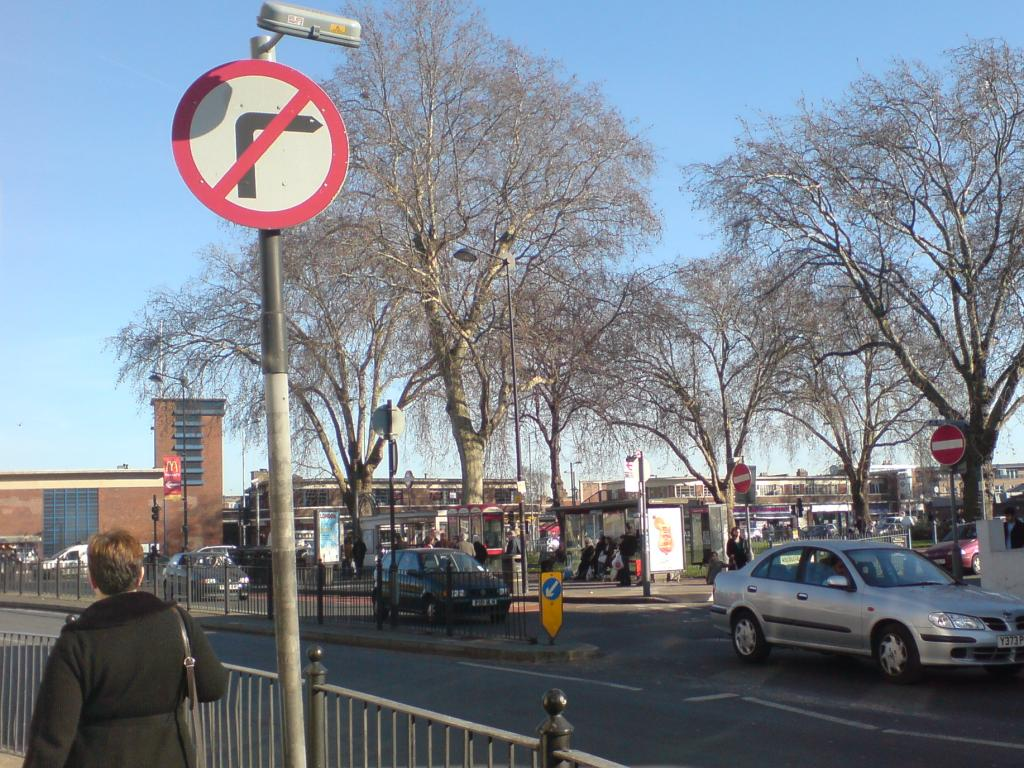
Turnpike Lane en 2010